# 亞甲二氧基

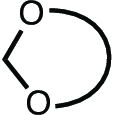
亞甲二氧基的化学结构。

亚甲二氧基是化学领域，特别是在有機化學中使用的術語，其表示具有结构式RO-CH2-OR' 的官能团，它通过两个化学键连接到分子的其余部分。当连接到两个相邻的碳时，便构成（间）二𫫇环戊烷官能团。亚甲二氧基由连接到亚甲基桥（-CH2-单元）的两个氧原子组成。亚甲基二氧基通常与苯基等芳香结构相连，形成亚甲基二氧基苯基官能團或1,3-苯并二噁茂衍生物，这些官能团广泛存在于天然产物中，包括黃樟素，以及药物和化学品，如他达拉非、摇头丸、帕罗西汀和胡椒基丁氧化物。
细胞色素 P450超家族中的酶能够透过闭合打開的、相邻的苯酚和甲氧基形成亚甲二氧基桥。可通过这种方法形成的化學物質的例子有四氫小蘗鹼和小檗碱。类似地，细胞色素 P450超家族的其他酶也可以进行邻位脱亚甲基化以打开亚甲二氧基桥；例如， MDMA和3,4-亞甲基二氧基甲基苯丙胺在體內的代谢过程。